# Diostracus burmanicus
Diostracus burmanicus är en tvåvingeart som beskrevs av Saigusa 1995. Diostracus burmanicus ingår i släktet Diostracus och familjen styltflugor.
Artens utbredningsområde är Myanmar. Inga underarter finns listade i Catalogue of Life.